# Interzóna
Interzóna (v anglickém originále Interzone) je kniha amerického spisovatele Williama Sewarda Burroughse, poprvé vydaná v roce 1989 nakladatelstvím Viking Press. Interzóna je sbírkou povídek a dalších kratších textů, které autor napsal v letech 1953 až 1958 (některé z nich byly publikovány již před uvedením této knihy). Název knihy odkazuje na mezinárodní zónu v Tangeru, kde Burroughs v padesátých letech žil. Předmluvu napsal James Grauerholz. Kniha je rozdělena do tří částí (Povídky, Leeho deníky a Slovo). Závěrečná část Slovo je novela, která byla původně součástí rukopisu Nahého oběda. Povídka Feťákovy Vánoce byla v roce 1993 adaptována do krátkého animovaného filmu. Burroughs tuto a ještě povídku „Anča s náhradní prdelí“ načetl pro hudební album Spare Ass Annie and Other Tales. Česky kniha vyšla v roce 2018 (nakladatelství Maťa) v překladu Martiny Löflerové.

## Části
1. Povídky
  1. Poslední záblesky soumraku
  2. Prst
  3. Lekce řízení
  4. Feťákovy Vánoce
  5. Lee a jeho hoši
  6. V kavárně Central
  7. Sen o trestanecké kolonii
  8. Mezinárodní zóna
2. Leeho deníky
  1. Leeho deníky
  2. Televizní reklama
  3. Antonio, ten portugalskej somrák
  4. Propuštění poldové
  5. Anča s náhradní prdelí
  6. Snoví detektivové
  7. Konspirace
  8. Sen o železném vraku
  9. Ginsbergovy poznámky
3. Slovo